# Spansk mossa
Spansk mossa (Tillandsia usneoides) är en art inom familjen ananasväxter. Arten förekommer naturligt i stora delar av Amerika, från sydöstra och sydcentrala USA till Västindien, Chile och Argentina. Arten odlas ibland som rumsväxt i Sverige.

## Synonymer
- Dendropogon usneoides (L.) Raf.
- Renealmia usneoides L.
- Strepsia usneoides (L.) Nutt. ex Steud.
- Tillandsia crinita Willdenow ex Beer
- Tillandsia filiformis Lodd. ex Schult.f.
- Tillandsia pendula hort. ex Schult.f. nom. illeg.
- Tillandsia trichoides Kunth
- Tillandsia usneoides (L.) L.
- Tillandsia usneoides f. cretacea Mez
- Tillandsia usneoides f. crispa André
- Tillandsia usneoides f. ferruginea André
- Tillandsia usneoides f. filiformis André
- Tillandsia usneoides f. genuina André
- Tillandsia usneoides f. longissima André
- Tillandsia usneoides f. major André
- Tillandsia usneoides f. robusta E.Morren ex Mez
- Tillandsia usneoides var. cretacea (Mez) DC.
- Tillandsia usneoides var. ferruginea (André) Mez
- Tillandsia usneoides var. filiformis (André) Mez
- Tillandsia usneoides var. longissima (André) Mez
- Tillandsia usneoides var. robusta (E.Morren ex Mez) Mez